# Suganuma Sadamitsu
Suganuma Sadamitsu est un nom japonais traditionnel ; le nom de famille (ou le nom d'école), Suganuma, précède donc le prénom (ou le nom d'artiste).
Suganuma Sadamitsu (菅沼 定盈, 1542–1604) est un commandant samouraï du clan Suganuma au cours de l'époque Sengoku de l'histoire du Japon. Il sert d'abord le clan Imagawa jusqu'en 1560. Sadamitsu entre alors au service des Tokugawa. Après des années de loyaux services auprès de Tokugawa Ieyasu dans des batailles telles que celles d'Anegawa et Nagashino, il reçoit en 1601 un han aux revenus de 20 000 koku situé à Nagashima dans la province d'Ise.
Sadamitsu est peut-être la même personne que Suganuma Sadamichi qui vit à peu près à la même époque mais ce point n'est pas clair.

## Source de la traduction
- (en) Cet article est partiellement ou en totalité issu de l’article de Wikipédia en anglais intitulé « Suganuma Sadamitsu » (voir la liste des auteurs).